# Ullevi
Ullevi, đôi khi được gọi là Nya Ullevi (tiếng Thụy Điển: [(ˈnŷːa) ˈɵ̂lːɛˌviː], Ullevi mới), là một sân vận động đa năng ở Göteborg, Thụy Điển. Sân được xây dựng để tổ chức Giải vô địch bóng đá thế giới 1958. Kể từ sau World Cup 1958, sân cũng đã tổ chức Giải vô địch trượt băng tốc độ vòng thế giới sáu lần; Giải vô địch điền kinh thế giới 1995 và Giải vô địch điền kinh châu Âu 2006; các trận chung kết UEFA Cup Winners' Cup vào các năm 1983 và 1990; trận chung kết Giải vô địch bóng đá châu Âu 1992, trận chung kết Cúp UEFA 2004. Hằng năm, nơi đây tổ chức lễ khai mạc Gothia Cup, giải đấu bóng đá có số lượng đội tham dự nhiều nhất thế giới. IFK Göteborg cũng đã thi đấu hai trận chung kết Cúp UEFA tại sân vận động này với tư cách là "sân nhà" vào các năm 1982 và 1987 (do trận chung kết các năm đó có hai lượt đi và về). Sân vận động thường được sử dụng để tổ chức các sự kiện, bao gồm bóng đá, khúc côn cầu trên băng, quyền Anh, đua xe, điền kinh và các buổi hòa nhạc.
Đây là một trong những sân vận động lớn nhất ở các nước Bắc Âu. Sân có sức chứa 43.000 người và trong các buổi hòa nhạc, sức chứa tối đa là 75.000 người.